# Любомирівка (Кам'янський район)
Любоми́рівка — село в Україні, у Криничанській селищній громаді Кам'янського району Дніпропетровської області.
Населення — 68 мешканців.
Уродженцем села є Зозуля Андрій Лук'янович — молодший лейтенант Червоної армії, учасник німецько-радянської війни, Герой Радянського Союзу.

## Географія
Село Любомирівка лежить на відстані 0,5 км від села Котлярівка і за 1,5 км від села Семенівка. Селом протікає струмок, що пересихає із загатою.

## Населення

### Мова
Розподіл населення за рідною мовою за даними перепису 2001 року:
| Мова       | Відсоток |
| ---------- | -------- |
| українська | 100 %    |